# Gymnocypris
Gymnocypris és un gènere de peixos de la família dels ciprínids i de l'ordre dels cipriniformes.

## Taxonomia
- Gymnocypris chilianensis (Li & Chang, 1974)
- Gymnocypris chui (Tchang, Yueh & Hwang, 1964)
- Gymnocypris dobula (Günther, 1868)
- Gymnocypris eckloni (Herzenstein, 1891)
- Gymnocypris firmispinatus (Wu & Wu, 1988)
- Gymnocypris namensis (Ren & Wu, 1982)
- Gymnocypris potanini (Herzenstein, 1891)
- Gymnocypris przewalskii (Kessler, 1876)
- Gymnocypris scleracanthus (Tsao, Wu, Chen & Zhu, 1992)
- Gymnocypris scoliostomus (Wu & Chen, 1979)
- Gymnocypris waddellii (Regan, 1905)[2][3][4][5][6][7]